# 디에고 콘텐토
디에고 아르만도 발렌틴 콘텐토 (Diego Armando Valentin Contento, 1990년 5월 1일, 뮌헨 ~) 은 독일의 축구 선수로, 현재는 소속이 없다.

## 가족
콘텐토의 부모는 이탈리아 나폴리 출신으로, 그의 이름은 나폴리의 슈퍼스타 디에고 마라도나의 이름을 딴 것이다. 그의 형들인 빈센초와 도메니코 또한 바이에른 뮌헨의 유소년 팀을 거쳤다.

## 클럽 경력
콘텐토는 2009년 프리시즌 친선경기에서 바이에른 뮌헨 1군 데뷔전을 가졌으며, 오스트리아 분데스리가 챔피언 레드불 잘츠부르크와의 경기에서 엣손 브라프헤이트와 후반 교체되어 출전하였으며, 2009년 8월, 마인츠 05와의 경기에서도 교체 명단에 이름을 올렸다. 그는 UEFA 챔피언스리그 2009-10의 뮌헨 출전 명단에 등록되었고, 등번호 26번을 받았다. 2010년 1월, 2009-10 시즌의 잔여 기간 동안 리저브 팀 동료 데이비드 알라바와 메흐메트 에키지와 더불어 1군과 훈련할 것이라고 발표되었다.
콘텐토는 2010년 1월 13일, 바이에른 뮌헨과 첫 프로계약을 체결하였다. 그는 데이비드 알라바, 메흐메트 에키지와 더불어 2010년 2월 10일, 그로이터 퓌르트와의 DFB-포칼 경기의 벤치 명단에 이름을 올렸고, 콘텐토는 아나톨리 티모슈크와 59분에 교체되어 출전하였다. 1주 뒤, 콘텐토는 피오렌티나전에서 다니엘 판 바위턴과 교체되어 UEFA 챔피언스리그 데뷔전을 치루었고, 같은 주 주말에는 뉘른베르크와의 바바리아 더비에서 부상당한 판 바위턴을 대신하여 선발 출전하였다.
그는 이어지는 함부르크 SV와 쾰른전에도 선발 출전하였으나, 후자의 경기에서 부상당하여, 리저브팀 동료 데이비드 알라바와 교체되었다. 2010년 4월 21일, 그는 리옹과의 UEFA 챔피언스리그 4강전 경기에서 선발로 출전하였다. 2010년 5월 27일, 콘텐토는 2013년까지 뮌헨과 연장계약을 하였다.
콘텐토는 2010-11 시즌을 선발로 시작하였다. 5경기 이후, 그는 부상을 당하여 3주간 결장하였다. 그는 시즌 막판까지 주전 자리를 탈환하는데 어려움을 겪었다. 그는 안드리스 용커르, 2010-11 시즌의 대행 감독의 주전 선수였다. 2011년 7월 1일, 유프 하인케스가 뮌헨의 새 사령탑이 되었다. 2011-12 시즌을 앞두고, 하인케스는 하핑야를 오른쪽 풀백으로 영입하였다. 팀 주장 필리프 람은 그의 자리였던 레프트 백 자리를 가져갔고, 콘텐토는 벤치에 머물렀다.
2011-2012 시즌 중반 하핑야가 부진에 빠져 필리프 람이 오른쪽으로 돌아갔지만 남은 왼쪽을 유스팀 후배 데이비드 알라바 내주며 주전 경쟁에서 밀렸다. 하지만 데이비드 알라바가 경고 누적으로 첼시와의 UEFA 챔피언스리그 결승전에 출전 할 수 없게되어 챔피언스리그 결승전에 선발 출장 하게 되었고 몇 차례의 날카로운 크로스를 올리며 준수한 활약을 보여주며 과거 팀의 주전 풀백이었던 사뇰과 비슷한 아우라를 풍기며 다음 시즌에 대한 기대를 높혔다. 게다가 경쟁자인 데이비드 알라바가 2012-2013 시즌을 앞두고 부상당하며 콘텐토에게 기회가 가는듯 했으나 자신 또한 부상을 입어 선발 출장의 기회를 놓치고 말았다. 결국 2012-2013 시즌 콘텐토는 주로 데이비드 알라바의 백업 선수로 출장하였으며 리가 우승을 확정지은 시즌 후반에야 선발 출장할 기회를 잡을 수 있었다. 2013-2014 시즌 개막을 앞두고 독일의 몇몇 클럽에서 콘텐토 영입의사를 밝혔지만 콘텐토가 잔류의지를 표명하며 일단락 되었다.

## 국가대표 경력
콘텐토는 독일의 U-17팀과 U-20팀으로 차출되었다. 그는 최근에 성인팀으로는 독일 축구 국가대표팀보다 이탈리아 축구 국가대표팀에서 뛰고 싶다고 밝혔다. 콘텐토는 2010년 9월에 발톱 감염에도 불구하고, 독일 U-21팀에 차출되었다.

## 수상
바이에른 뮌헨
- 분데스리가: 2009–10, 2012-2013
- DFB-포칼: 2009–10, 2012-2013
- DFL-슈퍼컵: 2010, 2012
- UEFA 챔피언스리그: 2012-2013
- UEFA 슈퍼컵: 2013